# Guido Gravina
Guido Gravina (Turín, 10 de junio de 1992) es un deportista italiano que compitió en remo. Ganó una medalla de plata en el Campeonato Mundial de Remo de 2014 y una medalla de plata en el Campeonato Europeo de Remo de 2013.

## Palmarés internacional
| Campeonato Mundial | Campeonato Mundial       | Campeonato Mundial | Campeonato Mundial      |
| Año                | Lugar                    | Medalla            | Prueba                  |
| ------------------ | ------------------------ | ------------------ | ----------------------- |
| 2014               | Ámsterdam (Países Bajos) | Medalla de plata   | Ocho con timonel ligero |
| Campeonato Europeo |                          |                    |                         |
| Año                | Lugar                    | Medalla            | Prueba                  |
| 2013               | Sevilla (España)         | Medalla de plata   | Dos sin timonel ligero  |